# Eodorcadion gansuense
Eodorcadion gansuense är en skalbaggsart som först beskrevs av Stefan von Breuning 1943.  Eodorcadion gansuense ingår i släktet Eodorcadion och familjen långhorningar. Inga underarter finns listade i Catalogue of Life.